# Константиновка (Актюбинская область)
Константиновка (каз. Константиновка) — упразднённое село в Хобдинском районе Актюбинской области Казахстана. Входило в состав Сарбулакского сельского округа. Ликвидировано в 1990-е г.

## Население
В 1989 году население села составляло 117 человек. Национальный состав: казахи.